# Dance Dance Revolution Disney's World Dancing Museum

Dance Dance Revolution Disney's World Dancing Museum (タンスタンスレボリューション ディズニー ダンシングミュージアム) é um jogo da linha Dance Dance Revolution, lançado e distribuído pela Konami, e lançado para o Nintendo 64 apenas no Japão. Esse foi o único jogo da linha DDR lançado para o Nintendo 64.

## Músicas
| Song Title                 |
| -------------------------- |
| Mickey Mouse March         |
| It's a Small World         |
| Mickey Motion              |
| Jiwaku No Tango            |
| Tap! Tap! Tap!             |
| Savanna No Mukou           |
| Disco Magic                |
| Russian Dance              |
| Irish River                |
| Morty & Ferdy's Carnival   |
| Mickey Fever               |
| Para-Para Venus            |
| Go Go Go                   |
| Goofy's Rock 'n' Roll Show |
| Turkey In The Straw        |
| Taiyo No Rakuen            |
| Waltz Of The Flowers       |
| Electrical Parade          |
| Chip 'n' Dale's Vacation   |
| Minnie's Yoo Hoo!          |
| The Tiki Tiki Tiki Room    |